# Frederick Warner (Chemiker)
Sir Frederick Edward „Ned“ Warner FRS, FREng (* 31. März 1910 in Greenwich; † 3. Juli 2010) war ein britischer Chemieingenieur.

## Leben
Frederick Warner studierte von 1929 bis 1934 am University College London. Ab 1936 arbeitete er in einer Chemiefabrik, nach Ausbruch des Zweiten Weltkriegs beschäftigte er sich mit der Herstellung von Salpetersäure für Sprengstoffe. Nach dem Krieg war Warner in der Penicillin-Produktion tätig und wurde später Vizekanzler der The Open University. Dieses Amt hatte er bis zu seinem Rückzug 1980 inne. Warner wurde 1968 zum Ritter geschlagen, 1976 zum Mitglied der Royal Society gewählt und erhielt 1978 die Leverhulme-Medaille sowie 1982 die Buchanan Medal. Er war Gründungsmitglied der Royal Academy of Engineering und erhielt 1978 den Ehrendoktortitel der Heriot-Watt University.
1986 besuchte Warner zusammen mit einer Expertengruppe, deren Mitglieder alle mehr als 65 Jahre alt waren, den havarierten Tschernobyl-Reaktor. Nach seiner Rückkehr nach Großbritannien schlug er die Bildung einer Task Force aus älteren Wissenschaftlern vor, die nach schweren Nuklearkatastrophen betroffene Gebiete besuchen sollte, um eine erste Schadensbewertung vorzunehmen. Dies führte zur Gründung von Volunteers for Ionising Radiation und die Aufnahme selbiger in die Notfallbestimmungen des Johanniterordens.
Warner starb am 3. Juli 2010 im Alter von 100 Jahren.
In Erinnerung an Warners Leistungen im Chemieingenieurwesen vergibt die Institution of Chemical Engineers alle zwei Jahre den Sir Frederick Warner Prize an eine Person zu Beginn ihrer Karriere, die vielversprechende Aussichten in den Gebieten nachhaltiger chemischer Prozesstechnologie oder Nukleartechnologie hat oder Chemieingenieurwesen einer breiteren wissenschaftlichen Öffentlichkeit zugänglich macht.